# 128-й меридіан західної довготи
128-й меридіан західної довготи — лінія довготи, що лежить на 128 градусів західніше Гринвіцького меридіана. Вона проходить від Північного полюса через Північний Льодовитий океан, Північну Америку, Тихий океан, Південний океан та Антарктиду до Південного полюса.
128-й меридіан західної довготи формує велике коло разом із 52-гим меридіаном східної довготи.

## Список географічних об'єктів, що перетинає 128° зх. д.
Починаючи на Північному полюсі та рухаючись до Південного полюса, 128-й меридіан західної довготи проходить через:
| Координати                                                   | Країна, територія або море | Примітки |
| ------------------------------------------------------------ | -------------------------- | --- |
| 90°0′ пн. ш. 128°0′ зх. д. / 90.000° пн. ш. 128.000° зх. д.  | Північний Льодовитий океан | |
| 75°34′ пн. ш. 128°0′ зх. д. / 75.567° пн. ш. 128.000° зх. д. | Море Бофорта               | Проходить східніше островів Бейллі[en], Північно-Західні території, Канада                                                         |
| 70°34′ пн. ш. 128°0′ зх. д. / 70.567° пн. ш. 128.000° зх. д. | Канада                     | Північно-Західні території Юкон Британська Колумбія — проходить через материк та острови Каннінгем[en], Денні[en] і Хантер[en]     |
| 51°54′ пн. ш. 128°0′ зх. д. / 51.900° пн. ш. 128.000° зх. д. | Протока Фіц-Г'ю[en]        | |
| 51°44′ пн. ш. 128°0′ зх. д. / 51.733° пн. ш. 128.000° зх. д. | Канада                     | Британська Колумбія — проходить через острови Геката[en] і {нп\|Калверт (острів)\|Калверт\|en\|Calvert Island (British Columbia)}} |
| 51°28′ пн. ш. 128°0′ зх. д. / 51.467° пн. ш. 128.000° зх. д. | Тихий океан                | Протока Королеви Шарлотти[en] |
| 50°51′ пн. ш. 128°0′ зх. д. / 50.850° пн. ш. 128.000° зх. д. | Канада                     | Британська Колумбія — проходить через острів Ванкувер                                                                              |
| 50°28′ пн. ш. 128°0′ зх. д. / 50.467° пн. ш. 128.000° зх. д. | Тихий океан                | Проходить східніше острова Гендерсон, Піткерн                                                                                      |
| 60°0′ пд. ш. 128°0′ зх. д. / 60.000° пд. ш. 128.000° зх. д.  | Південний океан            | |
| 74°12′ пд. ш. 128°0′ зх. д. / 74.200° пд. ш. 128.000° зх. д. | Антарктида                 | Проходить через Землю Мері Берд, на яку жодна країна не претендує                                                                  |